# Klabing
Klabing (engl. clubbing) je termin koji podrazumeva aktivnost posećivanja noćnih klubova, diskoteka, festivala i sl, radi uživanja u grupi uz muziku i po izboru konzumirajući alkohol/psihoaktivne supstance. Učesnik ovakvih aktivnosti naziva se klaber.
Klabing je veopma popularan, multimilijarderski vredan globalni fenomen, čiji se uticaji primećuju u industriji: muzike, filma, televizije, advertajzinga, turizma, izdavaštva i mode. Klabingu je prethodio rejv, koji je takođe konstruisan oko određene muzičke estetike, oličene u kombinaciji elektronskih muzičkih formi, novih tehnologija, narkotika i plesnog prostora.

## Klabing u Srbiji
Klabingom kao fenomenom u domaćem kontekstu bavio se Pavle Terzić u dokumentarnom filmu Bajka bespovratnog vremena koji je premijerno prikazan 15. juna 2023. godine u klubu Barutana u Beogradu. Počevši od kraja 60-ih godina 20. veka i čuvene diskoteke Šećer, preko  70-ih i diskoteke Cepelin kroz razgovor sa svedocima tog vremena i bogatog arhivskog materijala, u filmu se dolazi do 80-ih i klubova kao što su Akademija i Zvezda. Nakon osvrta na začetak noćnog života u Beogradu, film ulazi u 90-te godine i prati nastanak klabinga u Beogradu. Pored beogradskih klubova poput , Industrije, Omena, Barutane i Sare, u filmu se mogu čuti i priče o klubovima u Novom Sadu i Nišu, kao i velikim rejvovima, koji su se dešavali u celoj zemlji.

## Literatura
- , ; , ; , ; ,  (1. 2. 2009). „” [Menadžment tržišta nedozvoljenog uživanja]. . 35 (5): 759—771. ISSN 0093-5301. doi:10.1086/592946.